# È Stato la mafia
È Stato la mafia (sottotitolo: Tutto quello che non vogliono farci sapere sulla trattativa e sulla resa ai boss delle stragi) è un libro del 2014 scritto da Marco Travaglio ed edito da Chiarelettere.
La pubblicazione del libro era stata preceduta, a partire dal mese di febbraio 2013, dal recital omonimo portato in scena dallo stesso Travaglio che narrava le vicende della trattativa Stato-mafia, con intermezzi musicali di Valentino Corvino e testi di Gaber, Pasolini, Pertini e Calamandrei recitati dall'attrice Isabella Ferrari e, nell'ultima parte della tournée, da Valentina Lodovini.

## Edizioni
- Marco Travaglio, È Stato la mafia: Tutto quello che non vogliono farci sapere sulla trattativa e sulla resa ai boss delle stragi, Chiarelettere, 8 maggio 2014, ISBN 9788861906051. URL consultato il 12 novembre 2016.